# Пенін
Пенін (рос. пеннин; англ. pennine; нім. Pennin n) — мінерал, алюмосилікат шаруватої будови з групи магнезіальних хлоритів.
Синоніми: гідроталькіт, джапаніт, пенініт.

## Загальний опис
Хімічна формула: (MgAl)6[(OH)2|Al0,5-0,9Si3,5-3,1 O10].
Містить (%): MgO — 36,1; Al2O3 — 18,4; SiO2 — 32,5; H2O — 13,0.
Сингонія моноклінна. Утворює лускуваті та пластинчасті агрегати, а в порожнинах — друзи і окремі кристали пластинчастого, лускуватого, таблитчастого, інколи діжкоподібного габітуса.
Спайність досконала.
Густина 2,66.
Твердість 2-3.
Колір пляшково-зелений різних відтінків, рожевий, фіолетовий, сріблясто-білий.
Блиск скляний. На площині спайності перламутровий полиск. Лусочки гнучкі, але не пружні.
Важливий породоутворювальний мінерал хлоритових сланців.
За назвою Пеннінських Альп (J.Fröbel, E.Schweizer, 1840).

## Різновиди
Розрізняють:
- пенін манґанистий (різновид пеніну, який містить 2,3 % MnO),
- пенін нікелевий (Ni-вмісний різновид пеніну).